# Buffy - Vampyrernes Skræk
Buffy – Vampyrernes Skræk (originaltitel Buffy the Vampire Slayer) er en amerikansk tv-serie (1997-2003) om pigen Buffy Anne Summers spillet af skuespilleren Sarah Michelle Gellar.
Buffys skæbne er, at hun er en vampyrdræber, som skal kæmpe imod vampyrer og dæmoner. Hun bor i byen Sunnydale, Californien, sammen med sin mor (og senere også sin lillesøster, Dawn). Hendes nærmeste venner er Xander og Willow, spillet af henholdsvis Nicholas Brendon og Alyson Hannigan. Anthony Head spiller Giles, hendes Vogter, en slags træner og mentor.

## Oprindelse
"Buffy – Vampyrernes Skræk" (fremover "Buffy") var originalt en spillefilm fra 1992. Filmen var ingen videre succes, og forfatteren til manuskriptet, Joss Whedon (der samtidig er manden bag tv-serien), har udtalt, at han ikke følte, at folkene på settet forstod og/eller var interesserede i at føre hans vision til det store lærred.
Konceptet til tv-serien blev dannet i 1996, da Joss Whedon øjnede muligheden for at realisere den ellers tabte vision. Serien blev i første omgang vraget til fordel for tv-serien 7th Heaven. Den endte dog med at komme ud alligevel i foråret 1997. Serien kørte da på "WB" tv-stationen, hvilket den gjorde de første fem sæsoner. De to sidste sæsoner blev vist på UPN..

## Resumé af handlingen
Sæson 1 illustrerer "high school er helvede"-tankegange. Buffy Summers er netop flyttet til Sunnydale, efter at hun er blevet smidt ud af sin gamle skole for at brænde gymnastiksalen ned, og hun håber, hun kan lægge vampyrdræberlivet bag sig og bare være en normal teenager. Men på sin første dag i den nye skole bliver hun præsenteret for Rupert Giles, hendes nye vogter, som minder hende om hendes pligt, og da der samme dag bliver fundet liget af en dreng, som er blevet dræbt af en vampyr, indser Buffy, at hun ikke kan slippe for sin skæbne som vampyrdræber. Det viser sig, at hendes nye skole, Sunnydale High, ligger direkte oven på et helvedesgab, en portal til dæmondimensioner, hvilket tiltrækker alverdens ondskab til Sunnydale. Buffy bliver hurtigt venner med Xander Harris og Willow Rosenberg, som hjælper hende i kampen mod ondskab gennem resten af serien. Buffy møder også den mystiske Angel, som hun forelsker sig i. Forholdet bliver dog ret kompliceret, da Buffy finder ud af, at Angel er en vampyr. Han er blevet forbandet af sigøjnere og har en sjæl, hvilket betyder, at han er god og også hjælper Buffy i kampene. I sæson 1 er hovedfjenden Mesteren, en ældgammel vampyr, som de skal forhindre i at åbne helvedesgabet og slippe helvede løs på jorden.
Sæson 2 præsenterer to nye vampyrer, Spike og Drusilla, som kommer til at spille store roller igennem serien. I denne sæson er de, senere sammen med Angel, hovedfjenden. I denne sæson møder vi også Kendra, der ligesom Buffy er en vampyrdræber. Hun bliver dog dræbt i slutningen af Drusilla. Xander får et forhold til skolens mest populære pige, Cordelia, mens Willow begynder at blive interesseret i heksekunst og indleder et forhold til en ung musiker og varulv, Oz. På sin 17-års fødselsdag går Buffy i seng med Angel, hvilket fjerner hans forbandelse og også hans sjæl, og han bliver igen en blodtørstig og ondskabsfuld vampyr. Angel slår sig sammen med Spike og Drusilla, og sammen prøver de at tilkalde en dæmon, som vil ødelægge verden. Det lykkes Willow at forbande Angel igen og give ham hans sjæl tilbage, men det er for sent, og for at stoppe verdens undergang bliver Buffy nødt til at dræbe ham. Knust forlader hun Sunnydale. 
I sæson 3 vender Buffy tilbage til Sunnydale efter at have tilbragt nogen tid i Los Angeles. Angel vender tilbage fra den helvedesdimension, Buffy sendte ham til, da hun dræbte ham, og de genoptager deres forhold til trods for Buffys venners modstand. Der kommer en ny vampyrdræber, Faith, til Sunnydale. Først kæmper hun og Buffy side om side, men efter at Faith ved et uheld dræber et menneske, vælger hun at kæmpe for ondskaben og slår sig sammen med borgmesteren i Sunnydale, Wilkins, som har dystre planer for Sunnydale og ham selv. De to er denne sæsons hovedfjende. I slutningen af sæsonen slår Angel op med Buffy og forlader Sunnydale. Han føler, at han ikke kan give Buffy et normalt liv, og at han holder hende tilbage.
I sæson 4 starter Buffy og Willow på universitetet på UC Sunnydale, mens Xander får job på en byggeplads og begynder at date en tidligere hævndæmon, Anya. Spike vender tilbage for at få hævn over Buffy, men en hemmelig militærafdeling, Intiativet, som har base under UC Sunnydale, planter en chip i hans hjerne, som forhindrer ham i at skade mennesker, og han begynder at arbejde sammen med Buffy og hendes venner. Wiilows forhold til Oz slutter, og hun forelsker sig i Tara, som også er heks. Buffy selv indleder et forhold til en af soldaterne og bliver derved involveret i det militærarbejde som foregår, og bliver opmærksom på nogle mystiske ting som foregår. Intiativet har planer om at udvikle en hær bestående af soldater opbygget af både menneske- og dæmondele. Deres prototype, Adam, har dog sin egen dagsorden og dræber både soldater, almindelige mennesker og dæmoner. 
I sæson 5 har Buffy pludselig fået en lillesøster, teenageren Dawn. Da en dæmongud, Glory, dukker op, viser det sig, at Dawn i virkeligheden er en mystisk energi kaldet nøglen, som en flok munke har forvandlet om til et menneske og gjort til Buffys lillesøster for at beskytte hende. Glory skal bruge Dawn til at åbne portalen mellem vores verden og hendes, og for at redde sin lillesøster og verden tager Buffy sit eget liv.
I sæson 6 genopliver Buffys venner hende ved hjælp af en magtfuld besværgelse. Buffy vender deprimeret tilbage fra himlen og får et job på en burgerrestaurant, mens hun har en hemmelig, voldelig affære med Spike, som ender ud i, at Spike prøver at voldtage hende, efter at hun har slået op med ham. Fyldt med skyldfølelse rejser Spike om på den anden side af verden for at få sin sjæl tilbage, så han kan være den mand, som Buffy fortjener. Buffy og hendes venner bliver i denne sæson plaget af Nørdtrioen, en bande bestående at tre mere eller mindre intelligente nørder, som prøver at overtage magten i Sunnydale ved hjælp af diverse tossede planer. Lederen af trioen bliver til sidst så vred over Buffys succes med at stoppe dem, at han forsøger at skyde hende. Det lykkes ham ikke at dræbe Buffy, men ved et uheld skyder og dræber han Willows kæreste, Tara. Willow bliver sindssyg af sorg, og ved hjælp af sort magi søger hun hævn over trioen og hele verden. Til sidst er det Xander, som formår at nå ind til hende og stoppe hende fra at ende verden.
I den syvende og sidste sæson er det Den Første, den første ondskab som har eksisteret, og som er roden til al anden ondskab, som Buffy må kæmpe mod. Hun får hjælp fra potentielle vampyrdræbere fra hele verden, som kommer til Sunnydale for at søge hjælp og hjælpe i kampe. Willow kaster en besværgelse, som forvandler alle de potentielle til vampyrdræbere, og det lykkes denne stærke hær at slå Den Første tilbage og få helvedesgabet til at kollapse. Samtidig styrter hele Sunnydale sammen, mens Buffy løber for sit liv.

## Skuespillere
- Sarah Michelle Gellar – Buffy Summers
- Michelle Trachtenberg – Dawn Summers
- Alyson Hannigan – Willow Rosenberg
- Nicholas Brendon – Xander Harris
- Anthony Head – Rupert Giles
- James Marsters – Spike
- Emma Caufield – Anya
- David Boreanaz – Angel